# Іван Груша
Іван Груша гербу Абданк — український державний діяч, дипломат, генеральний писар в уряді Івана Виговського.

## Біографія
Походив з українського шляхетського роду. Освіту здобув в Києво-Могилянській академії. З початком повстання Хмельницького служив канцеляристом Генеральної військової канцелярії.
На початку осені 1656 разом з генеральним осавулом Іваном Ковалевським очолював українське посольство до Трансильванії. Успішно виконавши покладену на них Богданом Хмельницьким місію, 7 липня 1656 року українські посли підписали договір з трансильванським князем Юрієм Ракоці II, за яким останній зобов'язувався «…запобігати всякій втраті й шкоді Війська Запорозького; не замишляти ніяких змов з іншими державами на його шкоду, ні самим, ні через які-небудь підставні особи.., навпаки, коли б хто-небудь схотів іти війною на гетьмана і Військо… зобов'язуємося негайно, як тільки одержимо відомості про будь-які ворожі замисли, їх оповістити, остерегти і спільними діями цих ворогів сумлінно відбивати…»
У липні 1657 року за дорученням Богдана Хмельницького приймав присягу жителів Елинського повіту на вірність українському гетьману.
У гетьманському уряді І. Виговського з осені 1657 року до вересня 1659 року обіймав посаду генерального писаря. Разом з Юрієм Немиричем і Д. Виговським належав до найближчого оточення гетьмана, брав активну участь у вирішенні як внутрішньополітичних, так і зовнішньо-політичних проблем. Активно підтримував курс І. Виговського на розрив з Москвою та укладення конфедеративної спілки з польським королем Яном II Казимиром (Гадяцький договір 6 вересня 1658). За літописом Самовидця, Груша влітку 1658 року разом із Павлом Тетерею вів переговори з польською стороною, де «о згоді трактовал».
Навесні 1659 разом з Я. Сомком[джерело?], К. Виговським і Г. Лісницьким їздив до Варшави й брав участь у роботі сейму, на якому був ратифікований Гадяцький договір. В умовах антигетьманського повстання на Лівобережжі в серпні — вересні 1659 року за дорученням І. Виговського відвідав Варшаву, де ознайомив короля з ситуацією в Україні.
Після зречення І. Виговським гетьманства відійшов від участі у політичному житті України, ймовірно, залишившись у Речі Посполитій. Став близьким співробітником польного гетьмана коронного, маршалка великого коронного й старости краківського Є. Любомирського, брав активну участь у «рокоші» 1665—1666 років.